# Cantone di Archidona
Il cantone di Archidona è un cantone dell'Ecuador che si trova nella provincia del Napo.
Il capoluogo del cantone è Archidona.